# Lamine Traoré
Lamine Traoré (Dakar, 10 juni 1982) is een voetballer uit Burkina Faso. Hij is een centrale verdediger die vooral opvalt door zijn fysieke kracht maar ook door zijn nonchalance.
Traoré begon op 10-jarige leeftijd bij Planète Champion Internationale en werd in 1999 opgemerkt door RSC Anderlecht.
In 2001 kreeg hij van trainer Aimé Anthuenis een kans om zijn kwaliteiten te tonen in het A-elftal van RSC Anderlecht.

Traoré kwam echter al snel op de reservebank terecht; spelers zoals Vincent Kompany en Hannu Tihinen kregen de voorkeur. In 2006 werd hij landskampioen met RSC Anderlecht en vertrok hij naar het Turkse Gençlerbirligi. Sinds 2009 zit hij zonder club.
Traoré maakte deel uit van het Burkinees voetbalelftal dat deelnam aan het Afrikaans kampioenschap voetbal 2004.